# بروک اسکالیون
بروک اسکالیون (به انگلیسی: Brooke Scullion) (زاده ۳۱ مارس ۱۹۹۹) خواننده ایرلندی است.
او نماینده ایرلند در یوروویژن ۲۰۲۲ بود.